# 安克湖
53°41′24″N 10°38′43″E / 53.690098°N 10.6453904°E
安克湖（德語：Ankerscher See），是德國的湖泊，位於該國北部石勒蘇益格-荷爾斯泰因州，由勞恩堡縣負責管轄，面積0.12平方公里，海拔高度8.9米，平均水深2.1米，最大水深3.2米，水體容量26萬立方米，湖岸線長度1.5公里。